# 黃啟東
黃啟東（1891年2月1日—1938年5月14日），别号霞鶴，湖南平江人。中華民國軍人，官至中將。他為中日戰爭期間陣亡的中國軍方高級將領之一。

## 生平
1891年2月1日出生于湖南省平江县三阳乡。早年考入长沙陆军小学堂，继入武昌陆军中学堂。历任四川新军巡阅官、参谋官、江西吉安县长。
1912年10月1日，考入保定陆军军官学校第一期。
1914年10月1日，畢業於保定陆军军官学校第一期骑兵科。毕业后在川军、湘军中任职。
1924年，任湘军贺贵严师教导队教育长。
1927年2月至10月，任中央军事政治第三分校上校大队长。
1927年10月至1928年2月，任国民革命军第八军教导师上校参谋长。 
1928年2月至1929年7月， 任国民革命军第十四军教导师上校参谋长。
1929年7月至12月，任国民革命军独立第三旅上校参谋长。
1929年12月至1930年7月，任新编第二十一师上校团长。
1930年7月至9月，任新编第二十一师少将旅长。 
1930年9月至1931年1月， 任陆军第二十一师少将旅长。不久，所部改编为国民革命军第二十三师。
1931年1月起，任陆军第二十三师少将参谋长。 
1937年抗日战争爆发后，与师长李必蕃将军率部由临潼出师抗日。
9月，开赴德州，参加沧州会战，协助师长指挥部队，阻击日军沿津浦路南进，一度将数倍于我之敌击溃。
1938年5月，徐州會戰後期，日军大举进犯鲁西南，磯谷廉介，板垣征四郎兩部集結20萬日軍攻擊山東。二十三师奉命在菏泽、郓城一带驻守。
5月13日，日军进攻菏泽，黄启东协助师长李必蕃率余部顽强抵抗．多次击退敌人进攻。
1938年5月14日，李必蕃、黄启东率部突围。黄启东不幸中弹，壮烈殉国於山東菏泽市。时年47岁。